# Soğukpınar, Çağlayancerit
Soğukpınar là một xã thuộc huyện Çağlayancerit, tỉnh Kahramanmaraş, Thổ Nhĩ Kỳ. Dân số thời điểm năm 2010 là 1.2 người.